# Facultad de Comunicación (Universidad de Sevilla)
La Facultad de Comunicación de la Universidad de Sevilla, también conocida como FCom, se encuentra actualmente en el Parque Tecnológico de la Isla de la Cartuja. El edificio donde se encuentra actualmente fue inaugurado en el 2003. La facultad, anteriormente conocida como Facultad de Ciencias de la Información, tuvo su primera sede en la calle Gonzalo de Bilbao, donde actualmente se encuentra un anexo de la Facultad de Bellas Artes. Situada en el solar donde estuvo el pabellón de Estados Unidos durante la Expo de 1992. El proyecto integral fue realizado por los arquitectos Juan Ramón Barbero y Manuel González.
La facultad ofrece el estudio de los grados y licenciaturas de Comunicación audiovisual, Publicidad y Relaciones Públicas y Periodismo, así como el doble grado en Comunicación Audiovisual y Periodismo, y también los Másteres en Comunicación y Cultura, Escritura Creativa y en Guion, Narrativa y Creatividad audiovisual y Comunicación Política e Institucional. Actualmente el número de alumnos supera los 3000.
Entre sus instalaciones dispone de dos platós de televisión, un plató virtual, dos aulas de radio, dos estudios de radio, cuatro aulas de informática, cabinas y salas de edición y un laboratorio de fotografía.

## Departamentos
- Derecho mercantil[2]
- Lengua española, lingüísitica y teoría de la literatura
- Administración de empresas y comercialización e investigación de mercados(marketing
- Psicología social
- Comunicación audiovisual y publicidad y literatura
- Historia contemporánea
- Metafísica y corrientes actuales de la filosofía, ética y filosofía política.
- Estética e historia de la filosofía
- Sociología
- Economía aplicada II
- Psicología social
- Derecho constitucional
- Periodismo I
- Periodismo II
- Derecho administrativo y derecho internacional público y relaciones internacionales